# Сулфонамид
Вижте пояснителната страница за други значения на сулфонамид.
Сулфонамидите са химични съединения, които съдържат сулфонамидна група. С този термин се обозначават най-вече производните на амида на 4-аминобензенсулфоновата киселина.
Сулфонамидите се използват в медицината от 1935 г., след като немският учен от „Байер“ Герхард Домаг докладва за фармакологичното действие на 4-сулфонамидо-2,4-диаминоазобензена.
Те са антиметаболити на p-аминобензоената киселина, която бактериите използват. Забавят растежа им, поради което спадат към бактериостатиците.

## Съединения от групата на сулфонамидите
- сулфаниламид;
- сулфатиазол;
- сулфадиазии;
- сулфален;
- сулфацетамид;
- сулфагванидин.